# Luca Baldini
Luca Baldini (Italia, 10 de octubre de 1976) es un nadador italiano retirado especializado en pruebas de larga distancia en aguas abiertas, donde consiguió ser campeón mundial en 2001 en los 5 km en aguas abiertas.

## Carrera deportiva
- En el Campeonato Mundial de Natación de 1998 celebrado en Perth (Australia), ganó la medalla de bronce en los 5 km en aguas abiertas, con un tiempo de 55:37 segundos, tras el ruso Aleksej Akatiev (oro con 55:18 segundos) y el australiano Ky Hurst  (plata con 55:24 segundos).

- Tres años después, en el Campeonato Mundial de Natación de 2001 celebrado en Fukuoka ganó el oro en la misma prueba, por delante del ruso Yevgeny Bezruchenko  y de su paisano italiano Marco Formentini.

- Y al año siguiente en el Campeonato Mundial de Natación en Aguas Abiertas de 2002 celebrado en Sharm el-Sheij, Egipto, volvió a ganar medalla de oro en los 5 kilómetros aguas abiertas, por delante de su paisano italiano Stefano Rubaudo.